# マリオ・メルヒオット
マリオ・メルヒオット（Mario Melchiot, 1976年11月4日 - ）は、オランダ・アムステルダム出身の元同国代表サッカー選手。現役時代のポジションはDF。

## 経歴
2010年6月8日、プレミアリーグのウィガン・アスレティックFCからカタール・スターズリーグのウム・サラルSCへ移籍することが発表された。

## 所属クラブ
- アヤックス・アムステルダム 1996-1999
- チェルシーFC 1999-2004
- バーミンガム・シティFC 2004-2006
- スタッド・レンヌ 2006-2007
- ウィガン・アスレティックFC 2007-2010
- ウム・サラルSC 2010-2011

## タイトル
アヤックス
- エールディヴィジ : 1997-98
- KNVBカップ : 1998, 1999

チェルシー
- FAチャリティ・シールド : 2000